# Coenotephria pawlitscheki
Coenotephria pawlitscheki är en fjärilsart som beskrevs av Hormuzaki 1899. Coenotephria pawlitscheki ingår i släktet Coenotephria och familjen mätare. Inga underarter finns listade i Catalogue of Life.